# Kinta
Kinta – miasto w Stanach Zjednoczonych, w stanie Oklahoma, w hrabstwie Haskell.